# Sirotkin
Sirotkin je priimek več oseb:
- Aleksander Savelevič Sirotkin, sovjetski general
- Sergej Nikanorovič Sirotkin, ruski politik
- Sergej Olegovič Sirotkin, ruski dirkač